# Rozdroże w Dolinie Furkotnej

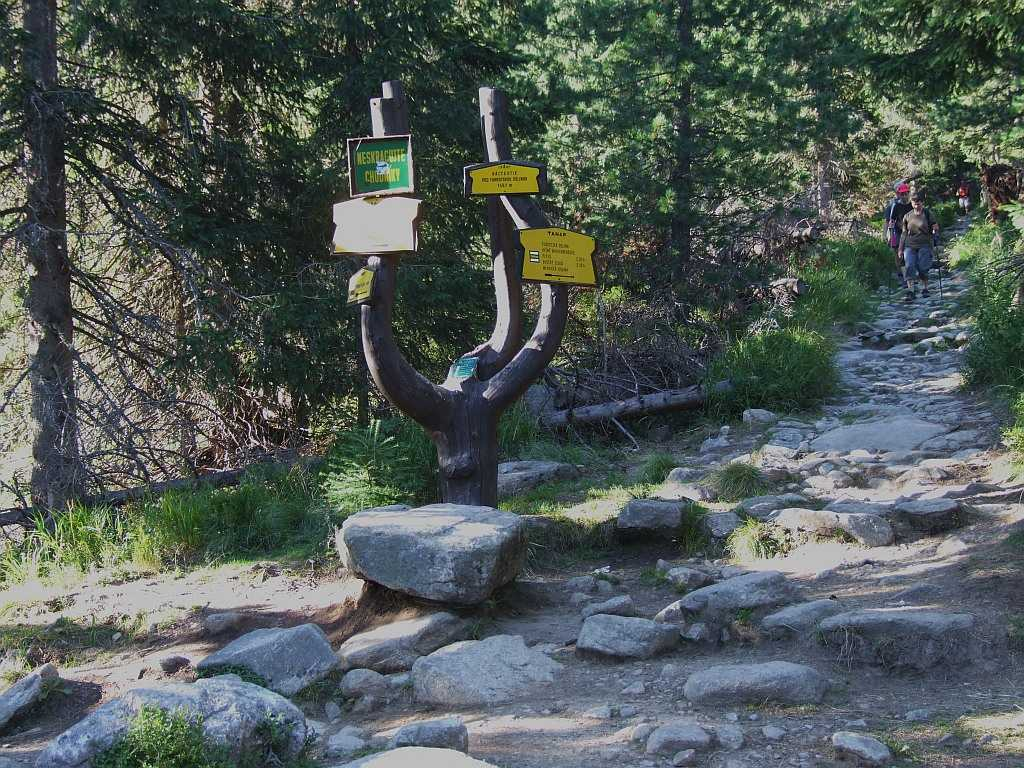
Rozdroże w Dolinie Furkotnej

Rozdroże w Dolinie Furkotnej (słow. Rázcestie pod Furkotskou dolinou) – rozdroże szlaków turystycznych w Dolinie Furkotnej w słowackich Tatrach Wysokich. Znajduje się na tzw. Wyżnim Podkrywańskim Chodniku – fragmencie Magistrali Tatrzańskiej. Położone jest w górnoreglowym lesie na wysokości 1457 m n.p.m.
W odległości ok. 150 m od tego rozdroża od szlaku do Doliny Furkotnej odchodzi w lewo zarastająca ścieżka do nieistniejącego już Schroniska Furkotnego (spaliło się w 1956).

## Szlaki turystyczne
– żółty przez Rozdroże pod Soliskiem, dnem Doliny Furkotnej i przez przełęcz Bystra Ławka do Doliny Młynickiej. Przejście szlakiem przez przełęcz jest dozwolone w obie strony, jednak zalecany jest kierunek z Doliny Młynickiej do Furkotnej w celu uniknięcia zatorów na łańcuchach. Różnica wzniesień 970 m, czas przejścia z Bystrej Ławki do Rozdroża w Dolinie Furkotnej: 2:20 h.
  – Wyżni Podkrywański Chodnik do Szczyrbskiego Jeziora. Czas przejścia 40 min, ↓ 50 min.
  – Wyżni Podkrywański Chodnik do osady Podbańska przez Rozdroże przy Jamskim Stawie i Trzy Źródła. Czas przejścia 3:35 h, ↓ 4:05 h.